# Дегенер, Отто
Отто Дегенер (англ. Otto Degener; 1899, Ист-Ориндж — 1988, Гонолулу) — американский ботаник и коллекционер, исследователь флоры Тихого океана, признанный авторитет по флоре Гавайских островов.

## Краткая биография
Магистерскую диссертацию Отто Дегенер защитил в 1922 году в Гавайском университете, докторскую — в Колумбийском университете. Некоторое время он преподавал в Гавайском университете, работал в Гавайском ботаническом саду.
Свой наиболее значительный труд, Flora Hawaiiensis, Дегенер начал в 1932 году; это была первая работа, опубликованная по этой теме, с 1888 года. Он собрал более 36 000 различных видов и сохранил около 900 угрожаемых и находящихся в опасности растений.
На основе материалов, собранных Дегенером на островах Фиджи в 1941 году, в 1942 году было описано растение Degeneria vitiensis (Дегенерия фиджийская), позже признанное ботанической сенсацией XX века за крайнюю архаичность и примитивность строения. Оно было выделено не только в отдельный род Degeneria I.W.Bailey & A.C.Sm. (Дегенерия), названный в честь Отто Дегенера, но и в отдельное семейство Degeneriaceae (Дегенериевые).
Жена Отто Дегенера, Иса (Ирмгард) Дегенер (англ. Isa (Irmgard) Degener, урождённая Hansen, род. 1924) — ботаник, специалист в области таксономии. Они поженились в 1953 году, до этого она работала в Ботаническом саду Музейного центра Берлин-Далем, Германия. Отто и его жена в соавторстве написали десять монографий и более четырёхсот журнальных статей.